# Talmont-Saint-Hilaire
Talmont-Saint-Hilaire è un comune francese di 6 957 abitanti situato nel dipartimento della Vandea nella regione dei Paesi della Loira.

## Origini del nome
Il nome di Talmont appare per la prima volta nel Cartulaire de Saint Hubin del 1050, attribuito al monaco Pippinus de Talamonte. Nel secolo XIII si fissa su due principali scritture: Talemont e Thalmont. In latino è attestato come Tallemontium. Secondo i linguisti l'origine di questo nome sarebbe estremamente antica, probabilmente risalente al periodo del pre-indoeuropeo; il significato sembra essere riconducibile al termine: Tala ovvero "terra", "argilla" ed al latino mons ovvero "monte". Secondo altri studiosi deriverebbe da un nome di persona e si noterà che già nel sec. XII era utilizzato con la funzione di cognome.

## Storia
Il sito risulta abitato sin dai tempi preistorici ed addirittura sono presenti orme di dinosauri (Talmontopus Tersi). Intorno all'anno 1000 viene costruito il più antico castello della Vandea, prima in legno poi in pietra, nelle vicinanze del mare che all'epoca cingeva le sue mura. Sede del Principato di Tallemont, assai ricco e potente, divenne la residenza preferita da Riccardo Cuor di Leone. In seguito appartenne alle più nobili famiglie di Francia, tra cui i Mauléon, Thouars, Amboise e Trémoille. Nel 1628, a causa dei contrasti tra cattolici e protestanti, la fortezza venne demolita per ordine del cardinale Richelieu. L'ultimo principe Antoine-Philippe de La Trémoille de Talmont fu decapitato durante la Rivoluzione francese, nel 1794.

### Simboli
Lo stemma comunale è stato adottato il 24 aprile 1952.

## Società

### Evoluzione demografica
Abitanti censiti